# Beriev Be-10
Il Beriev Be-10 (in cirillico Бериев Бе-10, nome in codice NATO Mallow) era un idropattugliatore marittimo bimotore a getto ad ala alta a freccia, progettato dall'OKB 49 diretto da Georgij Michajlovič Beriev e sviluppato in Unione Sovietica negli anni cinquanta.
Impiegato dagli anni sessanta dalla Aviacija Voenno-Morskogo Flota, la componente aerea della Marina militare dell'Unione Sovietica, rimase operativo fino alla sua sostituzione con il successivo Be-12.
Il Be-10 è l'unico idrovolante a getto al mondo a giungere ad una produzione in serie in una significativa quantità di esemplari ed il detentore, nella sua variante M-10 appositamente realizzata, di molti primati mondiali per questa categoria di mezzi aerei.

## Storia del progetto
Con l'avvento dei primi motori a getto di costruzione sovietica, nel immediato periodo dopo la conclusione della seconda guerra mondiale, Georgij Michailovič Beriev a capo dell'Ufficio di progettazione (OKB) Nr.49 ed incaricato dello sviluppo e progettazione degli idrovolante per conto del Ministero della Difesa, decise di intraprendere l'iniziativa pianificando, dal maggio 1947, la realizzazione del primo idro che sfruttava la nuova tecnologia motoristica. I primi esperimenti vennero compiuti nel novembre 1951 sul prototipo R-1 ma l'inesperienza dovuta all'abbinamento del nuovo sistema di propulsione ad un idrovolante non produsse alcun risultato. Il comportamento dell'R-1 risultò così imprevedibile che si dovette annullare la prova di volo prima ancora di cominciare il flottaggio. Il successivo R-2, che venne realizzato in collaborazione dello TsAGI, riuscì a risolvere i problemi del precedente modello. L'R-2, sostanzialmente un R-1 modificato, riuscì ad essere portato in volo il 29 maggio 1952 dimostrando che l'idea di Beriev era attuabile con successo.
Nel settembre 1953, l'allora comandante dell'Aviacija Voenno-Morskogo Flota (AV-MF) E. Preobrazhensky si rivolse al Ministro della Difesa Nikolaj Aleksandrovič Bulganin proponendo di concedere a Beriev il compito di realizzare un nuovo idrovolante bimotore a getto. Venne perciò emessa una specifica che riguardava la fornitura di un nuovo idrovolante dotato di propulsione a getto, bimotore, che avesse il compito di poter eseguire pattugliamenti marittimi con la possibilità di operare contro obiettivi navali di superficie e sottomarini ed eventualmente contro obiettivi terrestri. Le specifiche tecniche esigevano una velocità massima raggiungibile di 950-1 000 km/h, un'autonomia di 3 000 km, una tangenza operativa massima di 14 000-15 000 metri e la possibilità di decollare ed ammarare in presenza di onde alte 1,5 m ad una velocità del vento fino a 20 m/s.
Il nuovo progetto, che assunse la designazione Be-10, si basava sull'esperienza fatta sull'R-2 cominciò ad essere sviluppato dal maggio 1954 all'ottobre 1955, data in cui dopo alcune difficoltà si riuscì a completare la costruzione del prototipo
Il 20 giugno 1956 il Be-10, contraddistinto dal numero 10 dipinto sul muso, venne portato in volo per la prima volta dai tre membri dell'equipaggio capitanati dal pilota collaudatore Kuryachego.

## Tecnica
Il Be-10 era un idrovolante dall'aspetto non convenzionale, con configurazione a scafo centrale, caratterizzato dall'ala alta, a freccia e ad angolo di diedro negativo, e dalla collocazione delle gondole motore in prossimità della radice alare che conferiva al velivolo un aspetto tozzo e massiccio.
Lo scafo, come tutto il velivolo, era di costruzione interamente metallica ed era caratterizzato da una cabina di pilotaggio posta sulla parte superiore anteriore, da un muso vetrato per l'osservatore, accessibile da una botola superiore, e, posteriormente, dal massiccio impennaggio tradizionale monoderiva abbinato a piani orizzontali a freccia che integrava il radar ed una barbetta difensiva dotata di 2 cannoni Makarov AM-23 calibro 23 mm controllati in remoto.
L'ala, posizionata alta, aveva una configurazione a freccia ed integrava, nella parte vicino alla radice alare, le gondole motore e, sulle estremità alari, i galleggianti equilibratori. Questi ultimi non necessitavano di una grande struttura che li collegasse all'ala grazie all'elevato angolo di diedro negativo che avvicinava le estremità alla superficie dell'acqua. Inoltre erano presenti due paretine antiscorrimento che ne miglioravano le caratteristiche alle alte velocità.
La propulsione era affidata a 2 motori turbogetto Ljul'ka AL-7PB capaci di fornire 71,2 kN di spinta ciascuno, posizionati alti per ridurre il più possibile l'aspirazione di spruzzi d'acqua dalle prese d'aria ed il conseguente malfunzionamento degli stessi.

## Utilizzatori
Unione Sovietica
- Aviacija Voenno-Morskogo Flota